# رونی گیبونز
رونی گیبونز (انگلیسی: Ronnie Gibbons؛ زادهٔ ۱۶ ژانویهٔ ۱۹۸۰) بازیکن فوتبال اهل جمهوری ایرلند است.
از باشگاه‌هایی که در آن بازی کرده‌است می‌توان به باشگاه فوتبال زنان فولام اشاره کرد.
وی همچنین در تیم ملی فوتبال زنان جمهوری ایرلند بازی کرده‌است.